# Супник

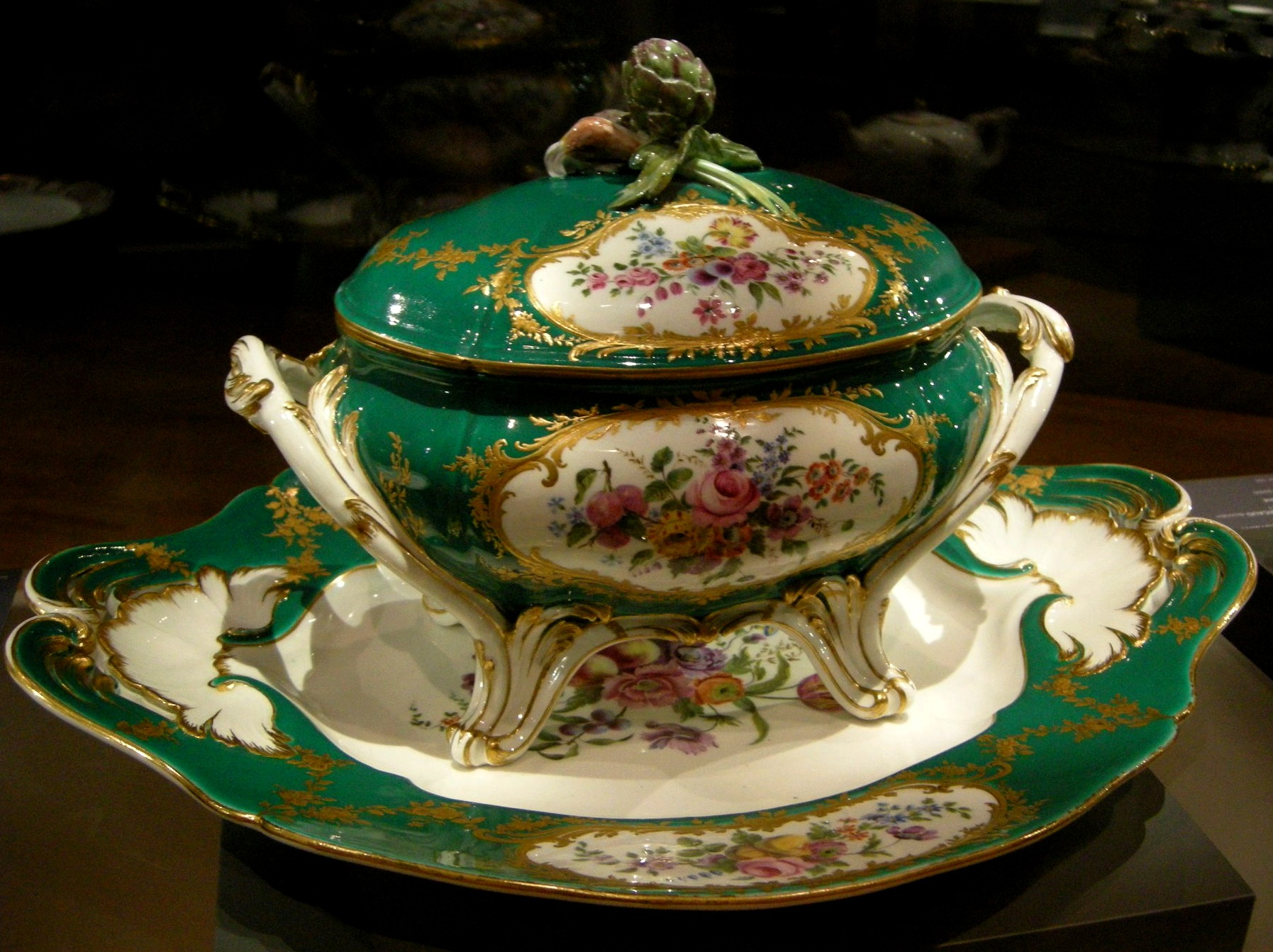
Севрський супник та таця. Національна галерея Вікторії, Австралія

Супни́к або су́пниця — вид столового посуду для подачі супу або бульйону на стіл. 
Схожий на супник предмет столового посуду для сервірування бульйону називається «бульйонка».
Як правило, це широка та глибока ємність овальної форми з ручками, іноді — з ніжками. Супник закривається опуклою кришкою із ручкою по центру. Супники можуть мати різну форму: круглу, трикутну у вигляді тварин, птахів, гарбуза або артишоку. Супники виготовляються з порцеляни, срібла чи інших матеріалів. Як правило, супник стоїть на підставці..
Супники з'явилися у Франції XVII—XVIII сторіччях і свідчили про матеріальний добробут їх власників. Старовинні супники є об'єктами колекціонування.